# 格朗尚代枫丹
格朗尚德方丹（法語：Grandchamp-des-Fontaines，法語發音：[ɡʁɑ̃ʃɑ̃ de fɔ̃tɛn] ⓘ；2023年之前拼作）是法国大西洋卢瓦尔省的一个市镇，位于该省中部，属于南特区，同时也是埃德尔-热夫尔市镇公共社区的办公驻地，其市镇面积为33.87平方公里，2022年1月1日时人口数量为6,910人。

## 地名
“格朗尚德方丹”（Grandchamp-des-Fontaines）在法语中的含义为“泉之大田”。缩合冠词“des”发音为[de]，在《法汉译音表》中对应“代”字，但其仅在“圣莫代福塞”（Saint-Maur-des-Fossés）等少数地名中译作“代”，《世界地名翻译大辞典》、《世界地名译名词典》和《法国地图册》等主流地名译名类书籍资料中多译作“德”。“方丹”（Fontaines）意为“泉”。法语地名通名在“枫丹白露”（Fontainebleau）等少数拥有传统译名的地名中译作“枫丹”，不过在《世界地名翻译大辞典》、《世界地名译名词典》和《法国地图册》等主流地名译名类书籍资料中多译作“方丹”。

## 历史
格朗尚德方丹历史上长期为普通乡村，20世纪90年代后逐渐发展成为南特的一个北郊小型卫星城。

## 地理

格朗尚德方丹在大西洋卢瓦尔省内的位置

格朗尚德方丹（47°21'54"N, 1°36'19"W）位于法国西北部，卢瓦尔河地区大区西部和大西洋卢瓦尔省中部，距离省会南特大约10公里。
与格朗尚德方丹接壤的市镇包括：卡松、埃德尔河畔拉沙佩勒、埃里克、荒地圣母镇、埃德尔河畔叙塞、特雷利耶尔。
格朗尚德方丹境内地势平坦，海拔在8至70米之间。
按照柯本气候分类法，格朗尚德方丹属于较为典型的温带海洋性气候，全年温差较小，降水分布均匀。

## 行政
格朗尚德方丹的邮政编码为44119，INSEE市镇编码为44066。

## 交通
法国国道N137线经过（南特－雷恩高等级公路）经过西部并设有出入口，大西洋卢瓦尔省省道D26线、D39线、D326线和D537线等也经过格朗尚德方丹境内。大西洋卢瓦尔省城际客运300线和322线经过格朗尚德方丹境内并设有站点。

## 人口
| 年份   | 1936  | 1946  | 1954  | 1962  | 1968  | 1975  | 1982  | 1990  | 1999  | 2006  | 2007  | 2012  | 2017  |
| ------ | ----- | ----- | ----- | ----- | ----- | ----- | ----- | ----- | ----- | ----- | ----- | ----- | ----- |
| 人口數 | 1,390 | 1,307 | 1,311 | 1,281 | 1,291 | 1,578 | 2,223 | 2,464 | 3,464 | 4,225 | 4,334 | 5,156 | 6,016 |

## 友好城市
- 英格兰 阿什顿凯恩斯（英语：Ashton Keynes）